# Omar Azziman
Omar Azziman (Tetuán, 17 de octubre de 1945) es un político, diplomático y jurista marroquí.

## Biografía
Doctor en Derecho por la Universidad de Niza, ha sido profesor en distintas universidades árabes y europeas, siendo desde 1996 titular de la Cátedra Unesco de Derechos Humanos de la Universidad Mohamed V y miembro de la Academia del Reino de Marruecos. Es fundador y presidente de la Asociación Marroquí de Derechos Humanos.
Con anterioridad fue ministro delegado ante el primer ministro en materia de derechos humanos (1993-1995) y Ministro de Justicia (1997-2002).
Luego fue nombrado, el 10 de diciembre de 2002, presidente del Consejo Consultivo de los Derechos Humanos (CCDH).
De 2004 a 2010, embajador de Marruecos en España. Fue sustituido por Ahmed Ould Souilem.
Fue nombrado en enero de 2010 presidente de la Comisión consultiva de la regionalización.
El 28 de noviembre de 2011 fue nombrado consejero del rey Mohammed VI.
En 16 de julio de 2014 fue nombrado presidente del Consejo Superior de la Educación, Formación e Investigación Científica, una institución constitucional integrada por personajes políticos, académicos y actores del sistema educativo del país y que tiene como objetivo la reforma del sector de la enseñanza en sus diferentes niveles.
Responsable de la Cátedra de la Unesco para la enseñanza, la formación y la investigación en materia de los Derechos humanos en la Universidad Mohammed V desde el 1996, Azziman lleva, paralelamente, una carrera de asesor jurídico y de experto - consultor ante varias organizaciones gubernamentales y no gubernamentales, nacionales e internacionales.
Azziman, quien representó Marruecos en las sesiones anuales de la Comisión de las Naciones Unidas para el Derecho del comercio internacional, desempeñó diversas misiones diplomáticas, particularmente en América Latina.
En marzo de 2007, Azziman es nombrado miembro de honor de la Fundación Carlos III, en reconocimiento de su aportación y su contribución al entendimiento entre Marruecos y España.

## Condecoraciones
Entre sus condecoraciones se encuentran:
- Caballero.de la Orden del Trono (1995).
- Gran Cordón de la Orden del Mérito de Portugal (1998).
- Comandante de la Legión de Honor de Francia (1999).
- Gran Cruz de la Orden del Mérito Civil de España (2000).[5]
- Gran Cruz de la Orden de Isabel la Católica (2010).[6]
- Comandante.de la Orden del Trono (2011).